# Pivampicilina
La pivampicilina es un éster metilado de la ampicilina, administrada en forma de prodroga, es decir, en su forma inactiva o sustancialmente menos activa que al ser ingeridos sufre una biotransformación en el cuerpo que produce el metabolito activo. Esa presentación parece potenciar la biodisponibilidad del medicamento que la ampicilina oral debido a su mayor liposolubilidad. En medicina se indica para el tratamiento de pacientes, especialmente de pacientes ancianos, con infecciones agudas de las vías aéreas inferiores, como la neumonía y la bronquitis. La administración de pivampicilina no se ve afectada por la ingesta de alimentos.

## Efectos adversos
Aquellas prodrogas que son degradadas por el cuerpo y que al hacerlo liberan ácido piválico—incluyendo la pivampicilina—disminuyen notablemente los niveles de carnitina. Ello no se debe al medicamento en si, sino al pivalato, que se elimina del cuerpo principalmente formando uniones con la carnitina. A pesar de que el uso a corto plazo de este antibiótico puede causar disminución de la carnitina en la sangre, no se ha correlacionado con alguna importancia clínica, el uso por tiempos prolongados parece causar problemas orgánicos y su uso por períodos extensos de tiempo no es recomendado.